# Troy Donockley
Troy Donockley (* 30. května 1964 Workington, Anglie, Spojené království) je anglický skladatel a multiinstrumentalista. Kromě množství strunných nástrojů ovládá také hru na irské dudy či irskou píšťalku. Nejvíce je známý jako člen symfonicky metalové hudební skupiny Nightwish, se kterou vystupuje a nahrává od roku 2007. Zároveň v roce 2008 spoluzaložil folkovou kapelu The Bad Shepherds a také vystupoval jako hostující člen s mnoha jinými hudebníky.

## Sólová diskografie
- The Unseen Stream (1998)
- The Pursuit of Illusion (2003)
- The Madness of Crowds (2009)